# Eleutherodactylus blairhedgesi
Eleutherodactylus blairhedgesi é uma espécie de anfíbio  da família Eleutherodactylidae.
É endémica de Cuba.
Os seus habitats naturais são: matagal árido tropical ou subtropical e áreas rochosas.
Está ameaçada por perda de habitat.